# Zespół pałacowo-parkowy w Borkowicach
Zespół pałacowo-parkowy w Borkowicach – zabytkowy zespół pałacowo-parkowy, dawna siedziba rodziny Dembińskich.

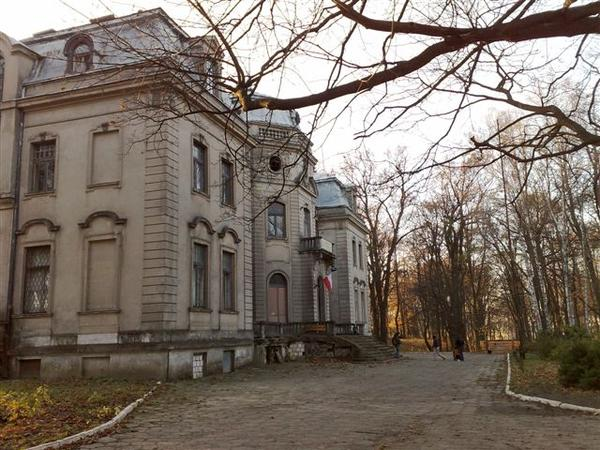
Pałac od strony południowej

## Architektura
Pałac wzniesiony w 1908 roku według projektu Władysława Marconiego i Zygmunta Hendla w Borkowicach. Obiekt w stylu eklektycznym (z elementami neorenesansowymi, neobarokowymi i klasycystycznymi) na planie prostokąta o zwartej bryle. Budynek wolno stojący, dwukondygnacyjny z poddaszem użytkowym, podpiwniczony, przykryty dachem mansardowym z lukarnami.
Elewacja frontowa (północna) dziewięcioosiowa, symetryczna. Na osi centralnej wejście główne akcentowane horyzontalnie schodami jednobiegowymi i wertykalnie ryzalitem trójbocznym. Nad wejściem balkon wsparty częściowo na konsolach, z balustradą z tralek prostych. Nad balkonem naczółek segmentowy, przerywany z girlandą poniżej. W górnej partii ryzalitu centralnego otwory okienne owalne, zaś na kalenicy jego mansardy ozdobna iglica z kulą.
Elewacje boczne sześcioosiowe, asymetryczne z jednoosiowym ryzalitem, zlokalizowanym asymetrycznie.
Elewacja południowa jedenastoosiowa, symetryczna. W osiach skrajnych elewacji loggie – w kondygnacji parteru, jak i piętra.
Otwory okienne prostokątne podkreślone małowydatnymi obramowaniami prostymi – w kondygnacji piętra (z agrafami wolutowymi) i obramowaniami uszatymi w kondygnacji parteru. Także okna prostokątne zamknięte łukami pełnymi i odcinkowymi. Okna prostokątne parteru z naczółkami falistymi. Na elewacji frontowej również okna z motywem serliańskim.
Elewacje tynkowane, gładkie, zwieńczone wydatnym gzymsem oraz fryzem z pojedynczymi tryglifami przy narożach. W narożnikach elewacje zbrojone. Cokół wysoki, gładki. Lukarny prostokątne (w partiach ryzalitów) zwieńczone naczółkami trójkątnymi oraz lukarny prostokątne zamknięte łukiem pełnym.
Pałac od roku 2004 znajduje się w rękach prywatnych, w roku 2006 miała miejsce zmiana właściciela.

## Park
Zespół pałacowo parkowy usytuowany na wzniesieniu, zlokalizowanym w centrum wsi Borkowice. W otoczeniu parku w stylu angielskim o powierzchni około 9,4 ha z licznymi okazami starodrzewu liściastego, między innymi 300-letnim platanem oraz 200 letnia lipą drobnolistną. Teren urozmaicony licznymi alejkami, wąwozami, grotami, mostkami oraz wzniesieniem na kształt kopca krakowskiego.
Obszar na którym usytuowany jest pałac oraz część parku w niejednolitej i nieogrodzonej bryle 5,4 ha znajduje się obecnie w rękach prywatnych. Pozostały obszar zespołu parkowego pozostał w posiadaniu starostwa przysuskiego.

## Budynek rządcówki
Obiekt wybudowany jednocześnie z pałacem, pierwotnie z przeznaczeniem na mieszkanie zarządcy, garaż oraz kurnik. Obecnie pozostaje w posiadaniu Starostwa Przysuskiego. Wieloletnie zaniedbania urzędu doprowadziły do katastrofy budowlanej (zawalenia dachu) w lutym 2023 r.

## Historia zespołu pałacowo-parkowego
Pierwsze udokumentowane wzmianki istnienia osady Borkowice pojawiają się w 1308 roku. Przez następne blisko cztery wieki właścicielami dóbr leśno-rolnych w rejonie Borkowic byli Duninowie-Borkowscy. Na przestrzeni wieków właścicielami byli Szaniawscy, którzy odsprzedali dobra Janowi Dziboni przedsiębiorcy włoskiemu. Około 1700 roku dobra te nabył Stanisław Małachowski nominalny wojewoda poznański. Po jego śmierci dobra odziedziczył jego syn znany magnat Jan Małachowski. Były one w posiadaniu rodziny Małachowskich do 1872 roku kiedy przejął je Jan Tarnowski z Dzikowa. Po różnego rodzaju przejściach w roku 1885 stały się własnością Stefana i Marii Dembińskich. Dzięki pomocy rodziny, Dembińscy w 1903 rozpoczęli budowę rodzinnej rezydencji, którą ukończono w roku 1908. Pałac zachwycał nie tylko architekturą, ale i nowoczesnością, między innymi był wyposażony w system centralnego ogrzewania a niedługo po wybudowaniu również elektryczność. Zaraz po rozpoczęciu II wojny światowej rodzina Dembińskich została z pałacu wyrzucona, obiekt zajęty został na siedzibę Wehrmachtu. Wraz z przesuwającym się frontem, pałac zajęty został na krótki czas przez wojska rosyjskie, gdzie zorganizowano lazaret. Po opuszczeniu, obiekt został prawie doszczętnie zdewastowany, pomimo planów zrównania z ziemią, zdecydowano obiekt odbudować z przeznaczeniem na szkołę rolniczą, która funkcjonowała w tym miejscu w latach 1947–1987. Następnie obiekt pozostawiony został jako nieużytek. Pierwsza decyzja administracyjna o wpisaniu dobra kultury do rejestru zabytków pochodzi z 20 marca 1984, nr rejestru 247/A/84 (dotyczy pałacu). 19 lipca 1985 wydano kolejną decyzję, o wpisaniu pod numerem rejestru 292/A/85 dobra kultury do rejestru zabytków (dotyczy parku otaczającego pałac). Ostatnia tego rodzaju decyzja nr 296/98 z dnia 7 maja 1998, uzupełnia dwie poprzednie precyzując granice zespołu pałacowo–parkowego w Borkowicach na łączną powierzchnię 9 2846 ha. Do decyzji załączono mapkę z zaznaczonym obszarem. Ówczesne władze administracyjne podjęły starania o adaptację zespołu parkowego-pałacowego na obiekt o charakterze szkoleniowym i konferencyjnym, jednak w efekcie nie doszło do ich realizacji.
Od roku 2000 zespół pałacowo-parkowy stał się własnością Starostwa Przysuskiego, pozostając nadal jako nieużytek, bez odpowiednich zabezpieczeń technicznych i konserwacji. Drobne i nienaprawione na czas cieknięcia dachu na przestrzeni czasu spowodowały zawalenie się części drewnianych stropów. Dopełnieniem była dewastacja i grabienie pozostawionego bez zabezpieczeń obiektu. 18 grudnia 2000 roku uchwałą Rady Gminy Borkowice nr XIV/98/2000 zaliczono ulicę biegnącą przez środek parku prowadzącą do pałacu do kategorii dróg gminnych, ze wszystkimi dla tej drogi konsekwencjami wynikającymi z przepisów ustawy o drogach publicznych. W praktyce wydzielono więc z zespołu obszar drogi dojazdowej, naruszając układ przestrzenny i dokonując tego bez wymaganej prawem zgody Wojewódzkiego Konserwatora Zabytków. 14 października 2003 r. WKZ w obecności przedstawicieli Starostwa Przysuskiego przeprowadził kontrolę, stwierdzając katastrofalny stan obiektu. Nakazano przystąpienie do prac projektowych i zabezpieczających z terminem realizacji do 15 maja 2004 roku, co potwierdzono decyzją nr 675/03 z dnia 15 listopada 2003 roku. W następstwie starostwo Przysuskie podjęło starania zmierzające do zbycia zabytkowej nieruchomości, jednak poszukując możliwości wydzielenia części zabytkowych terenów zespołu parkowego i pozostawienia ich w dalszym dysponowaniu, co potwierdza m.in. treść protokołu nr XII/2004 z 12 Sesji Rady Powiatu w Przysusze II Kadencji z dnia 20 stycznia 2004 roku. W wyniku różnorodnych starań o podzielenie zabytkowego obszaru, 16 lutego 2004 WKZ Delegatura w Radomiu przeprowadził kolejną lustrację w obecności przedstawicieli Starostwa, nie wyrażając w protokole z lustracji oraz w decyzji nr 51/04 WKZ z tego samego dnia zgody na wydzielenie proponowanych terenów, uzasadniając: "Wydzielenie w/w terenu naruszyłoby skomponowany i utrwalony historycznie układ przestrzenny zabytkowego założenia. Teren ten stanowi integralną część parku." Pomimo tej decyzji, 3 listopada 2004 roku starostwo przysuskie sprzedało w ręce prywatne pałac wraz częścią terenów o łącznej powierzchni 5,4 ha zabytkowego zespołu pałacowo parkowego, pozostawiając w posiadaniu Starostwa szereg powierzchni oraz obiekt "rządcówkę", o strategicznym znaczeniu dla dalszego funkcjonowania zabytkowego zespołu pałacowo–parkowego. Nowi nabywcy na przestrzeni kolejnych dwóch lat podjęli starania zmierzające do scalenia pozostałych terenów zespołu parkowego w tym drogi dojazdowej dzielącej obszar parku na dwie części. Działając pod presją Wojewódzkiego Konserwatora Zabytków Delegatura w Radomiu (kolejne decyzje administracyjne nakazujące przystąpienie do prac restauratorskich) przy jednoczesnym braku możliwości przywrócenia do pałacu pozostałych, należących do Starostwa Przysuskiego strategicznych obszarów zabytkowego parku, dokonali 27 listopada 2006 sprzedaży zabytku kolejnemu prywatnemu nabywcy (przedsiębiorcy). Kolejny okres spożytkowano na przeprowadzenie prac zabezpieczających obiekt przed całkowitym zawaleniem, powstrzymując cieknięcie dachu, dokonując szeregu innych zabezpieczeń. Jednocześnie podjęto starania zmierzające do scalenia zabytkowych terenów. Różnorodne starania nowych właścicieli w tym prośby o mediacje z urzędem Starostwa Przysuskiego nie doprowadziły do przedstawienia przez Urząd Starosty Przysuskiego warunków na jakich tereny wydzielone mogłyby zostać do pałacu przywrócone, a dokonany w roku 2004 okazał się być wbrew formalnej decyzji, jednak za milczącą akceptacją Wojewódzkiego Urzędu Konserwatora Zabytków Delegatura w Radomiu. Zwrócono się o pomoc do Ministerstwa Kultury i Dziedzictwa Narodowego, Wojewody Mazowieckiego, Urzędu Marszałkowskiego, Generalnego Konserwatora Zabytków. W ostateczności złożono zawiadomienie do Prokuratury Krajowej o podejrzeniu popełnienia przestępstwa bezprawnego podziału zabytkowych terenów na szkodę obiektu zabytkowego oraz na szkodę przedsiębiorcy (właściciela pałacu). Czynności sprawdzające przeprowadzone przez Prokuraturę Okręgową w Radomiu zakończone zostały odmową przeprowadzenia postępowania, a za podstawę prokurator wskazał brak formalnych przesłanek do prowadzenia postępowania, jako że według prokuratora, zawiadamiający o przestępstwie (właściciel zabytkowego obiektu) nie może ubiegać się o status pokrzywdzonego.